# NK Pohorje
El NK Pohorje (en español: Pohorje Fútbol Club) es un equipo de fútbol de Eslovenia que juega en la 3. SNL, la tercera división de fútbol en el país.

## Historia
Fue fundado en el año 1956 en la ciudad de Ruše y en los años de Yugoslavia tuvo varias apariciones en la Liga de la República de Eslovenia, la primera división de la República Socialista de Eslovenia en aquellos años, principalmente en las décadas de los años 1970 y años 1980.
Tras la disolución de Yugoslavia y la independencia de Eslovenia en 1991 fue uno de los equipos fundadores de la 3. SNL, la cual ganó por primera vez en la temporada 1997/98. En la temporada 1999/2000 juega por primera vez en la Prva SNL, la primera división de Eslovenia donde fue debut y despedida luego de terminar en penúltimo lugar entre 12 equipos donde solo ganó cuatro de 33 partidos.

## Palmarés
- Slovenian Third League: 2

1997–98, 2002–03